# Мамоновский метеорит
Мамоновский метеорит — глыба железистой руды неизвестного происхождения, найденная в песчаном карьере близ г. Мамоново Калининградской области весной 2002 года.
О находке и дальнейших её злоключениях неоднократно писала местная и российская пресса: сразу после появления в печати первых сведений о «Мамоновском метеорите» к нему началось паломничество любопытствующих. Осенью 2002 года находку перевёз в Калининград владелец гостиницы «Анна» и установил в сквере по улице Тенистая аллея, напротив здания гостиницы.
Сегодня доступ к «Мамоновскому метеориту» свободный; он является районной достопримечательностью.